# Liste des Américains les plus riches classés par valeur nette
Voici la liste des Américains les plus riches classés par valeur nette. Elle est basée sur une évaluation annuelle de la richesse et des actifs par Forbes et sur les données du Bloomberg Billionaires Index.
La liste Forbes des 400 Américains les plus riches est publiée chaque année depuis 1982. La valeur nette combinée des 400 Américains les plus riches en 2020 était de 3 200 milliards de dollars, contre 2 700 milliards de dollars en 2017. En octobre 2020, il y avait 614  milliardaires aux États-Unis.

## Les 25 des Américains les plus riches
Selon Forbes, en janvier 2025, les 25 personnes les plus riches aux États-Unis sont,,:
| Rang | Nom                   | Fortune personnelle milliard US$ | Source                              | Date de naissance (âge) |
| ---- | --------------------- | -------------------------------- | ----------------------------------- | ----------------------- |
| 1    | Elon Musk             | 417                              | Tesla, SpaceX                       | 28 juin 1971            |
| 2    | Jeff Bezos            | 248,1                            | Amazon                              | 12 janvier 1964         |
| 3    | Mark Zuckerberg       | 227,9                            | Meta                                | 14 mai 1984             |
| 4    | Larry Ellison         | 200,5                            | Oracle                              | 17 août 1944            |
| 5    | Larry Page            | 158,3                            | Alphabet Inc.                       | 26 mars 1973            |
| 6    | Sergey Brin           | 151,1                            | Alphabet Inc.                       | 21 août 1973            |
| 7    | Warren Buffett        | 148,1                            | Berkshire Hathaway                  | 30 août 1930            |
| 8    | Steve Ballmer         | 127,2                            | Microsoft                           | 24 mars 1956            |
| 9    | Rob Walton            | 115,5                            | Walmart                             | 27 octobre 1944         |
| 10   | Jim Walton            | 114,2                            | Walmart                             | 7 juin 1948             |
| 11   | Bill Gates            | 107,8                            | Microsoft                           | 7 juin 1948             |
| 12   | Alice Walton          | 106,4                            | Walmart                             | 7 octobre 1949          |
| 13   | Michael Dell          | 105,5                            | Dell                                | 23 février 1965         |
| 14   | Michael Bloomberg     | 104,7                            | Homme d'affaires et homme politique | 14 février 1942         |
| 15   | Julia Koch            | 74,2                             | Koch Industries                     | 12 avril 1962           |
| 16   | Charles Koch          | 67,5                             | Koch Industries                     | 1er novembre 1935       |
| 17   | Stephen A. Schwarzman | 53,1                             | Blackstone Group                    | 14 février 1947         |
| 18   | John Franklyn Mars    | 42,4                             | Mars                                | 15 octobre 1935         |
| 19   | Jacqueline Mars       | 42,4                             | Mars                                | 10 octobre 1939         |
| 20   | Philip Knight         | 34.4                             | Nike                                | 24 février 1938         |
| 21   | Mackenzie Scott       | 33.2                             | Amazon                              | 7 avril 1970            |
| 22   | Miriam Adelson        | 31,5                             | Las Vegas Sands                     | 10 octobre 1945         |
| 23   | Leonard Blavatnik     | 28,9                             | Access industries                   | 14 juin 1957            |
| 24   | Dan Gilbert           | 23,6                             | NBA                                 | 17 janvier 1962         |
| 25   | Leonard Lauder        | 10,9                             | Estee Lauder companies              | 19 mars 1933            |

## Voir également
- Liste des milliardaires du monde
- Liste des pays par nombre de milliardaires